# Сарлы
Сарлы́ (тат. Сарлы) — село в Азнакаевском районе Республики Татарстан. Административный центр Сарлинского сельского поселения.

## История
В материалах III ревизии (1762 год) были учтены ясачные татары в количестве 37 душ мужского пола. 
В ревизских сказках четвертой ревизии (1782 год) в деревне Сарлы были зафиксированы 40 душ ясачных татар, три тептяря из команды старшины Аитмамбета Ишметева и один тептяр из команды старшины Нагайбака Асанова. 
В последующих переписях в селе начинают фиксироваться лица, принадлежавшие к башкирскому населению. По сведениям 1816 года, в Сарлах насчитывалось 100 башкир в 29 дворах, 42 ясачных татарина в 17 дворах, 27 тептярей в 5 дворах.   
В «Списке населенных мест по сведениям 1859 года», изданном в 1864 году, населённый пункт упомянут как казённая и башкирская деревня Сарла 4-го стана Бугульминского уезда Самарской губернии. Располагалась при реке Ике, по левую сторону почтового тракта из Бугульмы в Уфу, в 60 верстах от уездного города Бугульмы и в 50 верстах от становой квартиры в казённом селе Ефановка (Крым-Сарай, Орловка, Хуторское). В деревне в 143 дворах жили 863 человека (442 мужчины и 421 женщина). Была мечеть.

## Население
| 1822  | 1834 | 1859 | 1889  | 1897  | 1910  | 1926 |
| ----- | ---- | ---- | ----- | ----- | ----- | ---- |
| 169   | ↗337 | ↗863 | ↗1202 | ↗1466 | ↗1754 | ↘917 |
| 1938  | 1949 | 1958 | 1979  | 1989  | 2002  | 2008 |
| ↗1074 | ↘751 | ↘732 | ↗776  | ↘534  | ↘499  | ↗528 |
| 2021  |      |      |       |       |       |      |
| ↘335  |      |      |       |       |       |      |

| 1859 | 2015 |
| ---- | ---- |
| 863  | 441  |

Национальный состав села — татары.

## Религия
Мечеть.

## Известные люди
- Зайнап Фархетдинова — российская татарская эстрадная певица. Народная артистка Республики Татарстан.